# William, principe del Galles
William, principe del Galles (William Arthur Philip Louis; Londra, 21 giugno 1982), è un principe della famiglia reale britannica, figlio primogenito del re Carlo III del Regno Unito e della defunta principessa di Galles Diana Spencer. Dall'8 settembre 2022 è primo nella linea di successione al trono del Regno Unito. È sposato dal 29 aprile 2011 con Catherine Middleton, con la quale ha avuto tre figli: George, Charlotte e Louis.

## Biografia

### Infanzia
William è stato battezzato il 4 agosto del 1982 dall'arcivescovo di Canterbury Robert Runcie.
Ha un fratello minore, Henry, detto Harry, di due anni più giovane. Il desiderio della principessa Diana era che i suoi due figli avessero una vita il più "normale" possibile; ciò portò William, sin da giovane, a visitare il Walt Disney World Resort e i fast food McDonald's ed a giocare spesso con videogiochi, come un normale teenager della popolazione.
La giovinezza di William è stata segnata da due eventi familiari negativi: il divorzio della madre Diana dal padre Carlo e la morte prematura della madre in un incidente automobilistico nel 1997 a Parigi. Il 6 settembre 1997 si celebrò nell'abbazia di Westminster il funerale della madre Diana; Il quindicenne William, insieme con il fratello Henry, il padre Carlo, il nonno paterno Filippo di Edimburgo e lo zio Charles Spencer, fratello di Diana, seguì il feretro durante la processione da Buckingham Palace all'abbazia. Alle televisioni fu vietato di diffondere immagini dei giovani principi durante quei momenti.

### Istruzione
William venne istruito presso le independent schools, cominciando dal Jane Mynors' nursery school per poi passare alla preparatoria Wetherby School, entrambe a Londra. Successivamente, passò alla Ludgrove School e durante le estati ebbe come tutore privato Rory Stewart. William venne quindi ammesso all'Eton College, dove studiò geografia, biologia e storia dell'arte, ottenendo tre diplomi (A geografia, C biologia, B storia dell'arte). La decisione di inviare William a Eton era innovativa, in quanto gran parte dei suoi parenti avevano frequentato Gordonstoun.
Dopo aver terminato i propri studi a Eton, il principe si prese un anno per entrare a far parte dell'esercito per un totale di dieci mesi, in missione in Belize e poi a Tortel nel Cile del sud.
Nel 2001 tornò in patria ed entrò con il nome di William Wales all'Università di St Andrews. La notizia della sua immatricolazione causò un temporaneo incremento degli iscritti a St Andrews, in gran parte giovani ragazze intenzionate ad incontrare il principe. Si laureò quindi in scienze naturali.

### Carriera militare ed attività di elisoccorso
William decise di seguire il fratello Henry entrando nell'accademia militare di Sandhurst. Nominato ufficiale proprio da sua nonna, la regina, che era anche capo delle forze armate, William ha fatto parte come il fratello minore del reggimento Blues and Royals dei dragoni a cavallo.
Spostatosi poi alla Royal Navy e alla Royal Air Force, divenne sottotenente di vascello nella prima, e sottotenente di squadriglia nella seconda, prendendo confidenza con l'aviazione e cominciando un corso intensivo di quattro mesi presso la base RAF Cranwell, completando il corso l'11 aprile 2008 e ottenendo il brevetto di volo per mano del padre.
William nell'agosto del 2008 si trasferì al Britannia Royal Naval College per tre mesi, addestrandosi con unità sia sottomarine sia di superficie, e successivamente nella Fleet Air Arm e nei Royal Marines, prima di passare cinque settimane sulla HMS Iron Duke nei Caraibi.
Nel gennaio del 2009 William trasferì il proprio servizio definitivamente alla RAF e venne promosso a tenente di squadriglia.
Divenne quindi pilota d'elicottero e nel gennaio del 2010 ottenne il diploma alla Defence Helicopter Flying School nella base di RAF Shawbury Il 26 gennaio 2010 è stato trasferito all'Unità ricerca e salvataggio della base di RAF Valley, sull'isola di Anglesey, prestando servizio nel RAF Search and Rescue Force su elicotteri Sea King. Nel giugno 2012 viene promosso a comandante di squadriglia.
Ha lasciato il servizio attivo nel 2013.

#### Nomine militari
- gennaio 2006 - 16 dicembre 2006: allievo ufficiale
- 16 dicembre 2006 - 16 dicembre 2006: cornetta (sottotenente), The Blues and Royals (short service commission)[22]
- 16 dicembre 2006 - 1º gennaio 2009: primo tenente, The Blues and Royals[22]
- 1º gennaio 2008 - 1º gennaio 2009: sottotenente di squadriglia, Royal Air Force[23]
- 1º gennaio 2008 - 1º gennaio 2009: sottotenente di vascello, Royal Navy[24]
- 1º gennaio 2009 - 1º gennaio 2016: tenente di vascello, Royal Navy[25]
- 1º gennaio 2009 - 2016: capitano, The Blues and Royals (trasferito a full regular commission)[26]
- 1º gennaio 2009 - 2016: tenente di squadriglia, Royal Air Force[27]
- 1º gennaio 2016 - 11 agosto 2023: maggiore, esercito britannico
- 1º gennaio 2016 - 11 agosto 2023: capitano di corvetta, Royal Navy[28]
- 1º gennaio 2016 - 11 agosto 2023: comandante di squadriglia (maggiore pilota), Royal Air Force
- 17 marzo 2013 - 8 settembre 2022: aiutante di campo della regina Elisabetta II
- 11 agosto 2023 - presente: luogotenente colonnello, esercito britannico
- 11 agosto 2023 - presente: comandante, Royal Navy
- 11 agosto 2023 - presente: comandante, Royal Air Force
- 10 novembre 2009 - presente: Canadian Ranger, esercito canadese
- 8 agosto 2006 - presente: commodoro capo del servizio sottomarino, Royal Navy
- 8 agosto 2006 - presente: commodoro capo di Scozia, Royal Navy
- 3 ottobre 2008 - 11 agosto 2023: comandante aereo onorario di RAF Coningsby, Royal Air Force
- 11 agosto 2023 - presente: reale commodoro aereo onorario di RAF Valley, Royal Air Force
- 10 febbraio 2011 - 21 dicembre 2022: colonnello in capo delle Irish Guards
- 21 dicembre 2022 - presente: colonnello in capo delle Welsh Guards
- 11 agosto 2023 - presente: colonnello in capo del Mercian Regiment
- 11 agosto 2023 - presente: colonnello in capo dell'Army Air Corps

#### Pilota di eliambulanza
Nel 2014, è stato annunciato che William avrebbe accettato un ruolo a tempo pieno come pilota presso l'East Anglian Air Ambulance con sede all'aeroporto di Cambridge. Ha svolto parte del suo addestramento come pilota civile all'aeroporto di Norwich. Il 13 luglio 2015, William ha iniziato il suo nuovo lavoro, che riteneva fosse una naturale svolta rispetto al suo precedente ruolo di pilota militare di ricerca e salvataggio della RAF. William ha discusso pubblicamente delle conseguenze di lavorare come operatore di emergenza a turni irregolari ed assistendo a traumi e lutti, affermando che ciò ha avuto un impatto sulla sua salute mentale e sulla sua vita personale. William ha lasciato la sua posizione con EAAA nel luglio 2017.

### Matrimonio

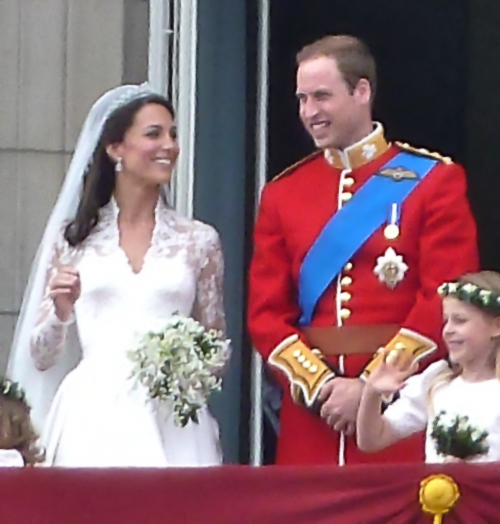
Il Duca William di Cambridge e la Duchessa sulla balconata di Buckingham Palace, nel giorno del loro matrimonio.

Nel 2001 William conosce Catherine Middleton, detta Kate, sua collega di studi alla St Andrew's University. La relazione tra i due dura quasi otto anni, venendo interrotta da una breve rottura nel 2007, seguita da una riconciliazione; William regalò a Catherine, come anello di fidanzamento, lo stesso gioiello che fu donato da suo padre Carlo a sua madre Diana nel 1981. Il fidanzamento ufficiale venne annunciato il 16 novembre 2010 dalla casa reale britannica. Si sono sposati il 29 aprile 2011 e nel medesimo giorno William ha ricevuto dalla regina Elisabetta II il titolo di Duca di Cambridge.

### Incarichi di corte
Secondo nell'ordine di successione al trono, all'età di 21 anni fu nominato consigliere di Stato e cominciò a ricoprire incarichi di corte, partecipando in vece della nonna al Commonwealth Heads of Government Meeting 2003 in Nigeria. Nel luglio del 2005 compì il primo viaggio da solo, in Nuova Zelanda, in rappresentanza della nonna, per partecipare al 60º anniversario della fine della seconda guerra mondiale.
Nella biografia della principessa Diana realizzata da Tina Brown nel 2007, viene riportato che, come il padre, anche William fosse in lizza per divenire governatore generale dell'Australia, ma l'idea venne considerata nulla, in particolare dopo che il primo ministro australiano John Howard ebbe dichiarato: "Saremmo imbarazzati a pensare che una persona che occupa quella posizione non sia cittadino australiano." Nel 2009 il principe William ottenne dalla nonna un consigliere personale nella persona di David Manning, che ha ricoperto la posizione fino al 2019.
Nel marzo 2011, William ha visitato Christchurch, in Nuova Zelanda, poco dopo il terremoto, ed ha parlato al servizio commemorativo a Hagley Park a nome di sua nonna. Si è anche recato in Australia per visitare le aree colpite dalle inondazioni nel Queensland e nel Victoria.

#### Duca di Cambridge

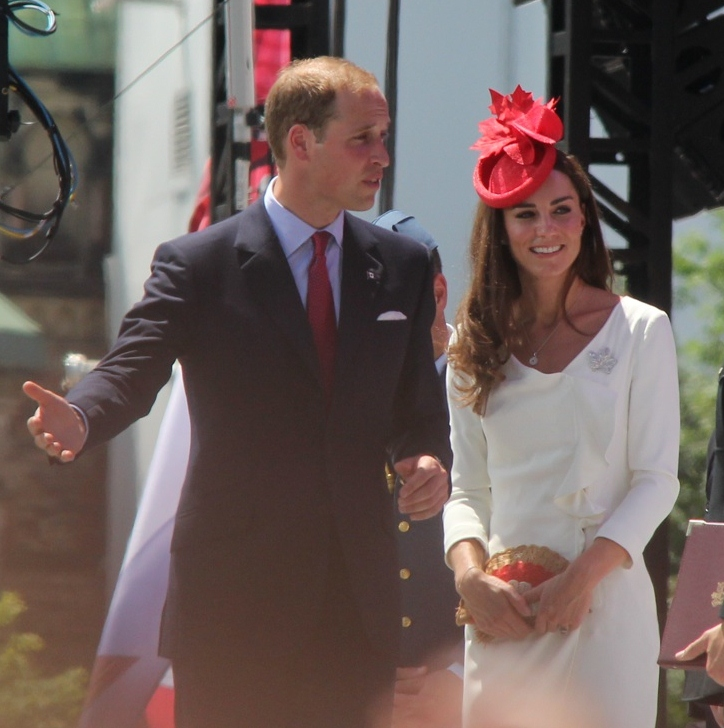
William e la moglie Catherine a Ottawa (2011)

La coppia ha visitato ufficialmente il Canada nell'estate del 2011, partecipando alle celebrazioni del Canada Day a Parliament Hill. La coppia ha poi visitato la California ed ha partecipato ad un evento al Beverly Hilton Hotel a sostegno del commercio britannico. Il 2 novembre, la coppia ha visitato la divisione di approvvigionamento dell'UNICEF per i bambini malnutriti a Copenaghen, in Danimarca, con il principe ereditario Federico di Danimarca e Mary di Danimarca.
William e Catherine sono stati ambasciatori per le Olimpiadi estive del 2012 a Londra. Nel settembre 2012 hanno visitato Singapore, Malaysia, Tuvalu e le Isole Salomone come parte delle celebrazioni del giubileo di diamante della Regina.

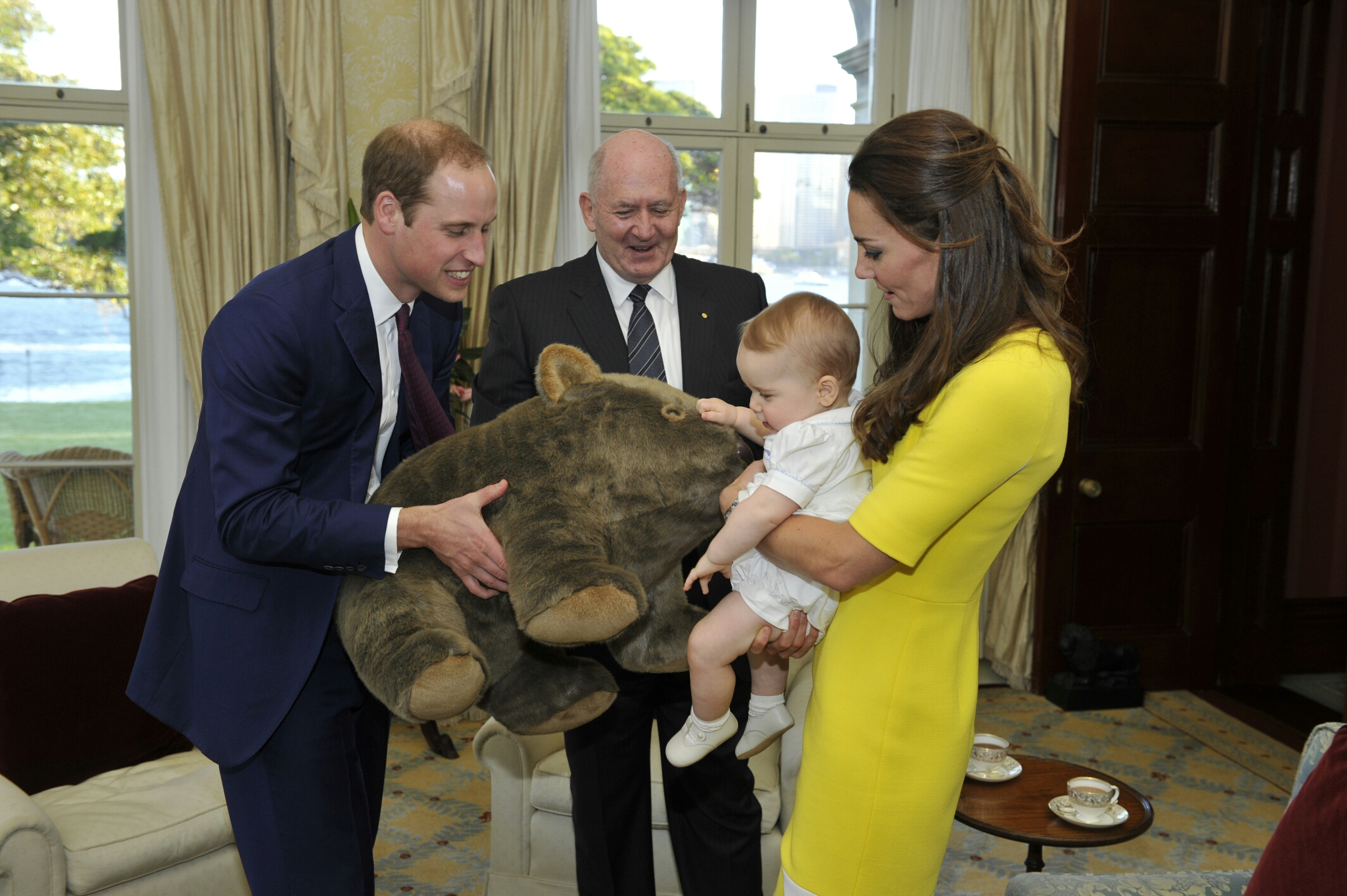
William, Catherine e George all'Admiralty House di Sydney con il governatore generale dell'Australia, Peter Cosgrove (Aprile 2014)

Nell'aprile 2014, William e Catherine hanno intrapreso un tour reale in Nuova Zelanda e Australia con il loro primo figlio, il principe George. L'itinerario includeva la visita alla Plunket Society for Children e la visita alle aree danneggiate dal fuoco nel Nuovo Galles del Sud. Nel dicembre 2014, ha incontrato il presidente Obama nello Studio Ovale.

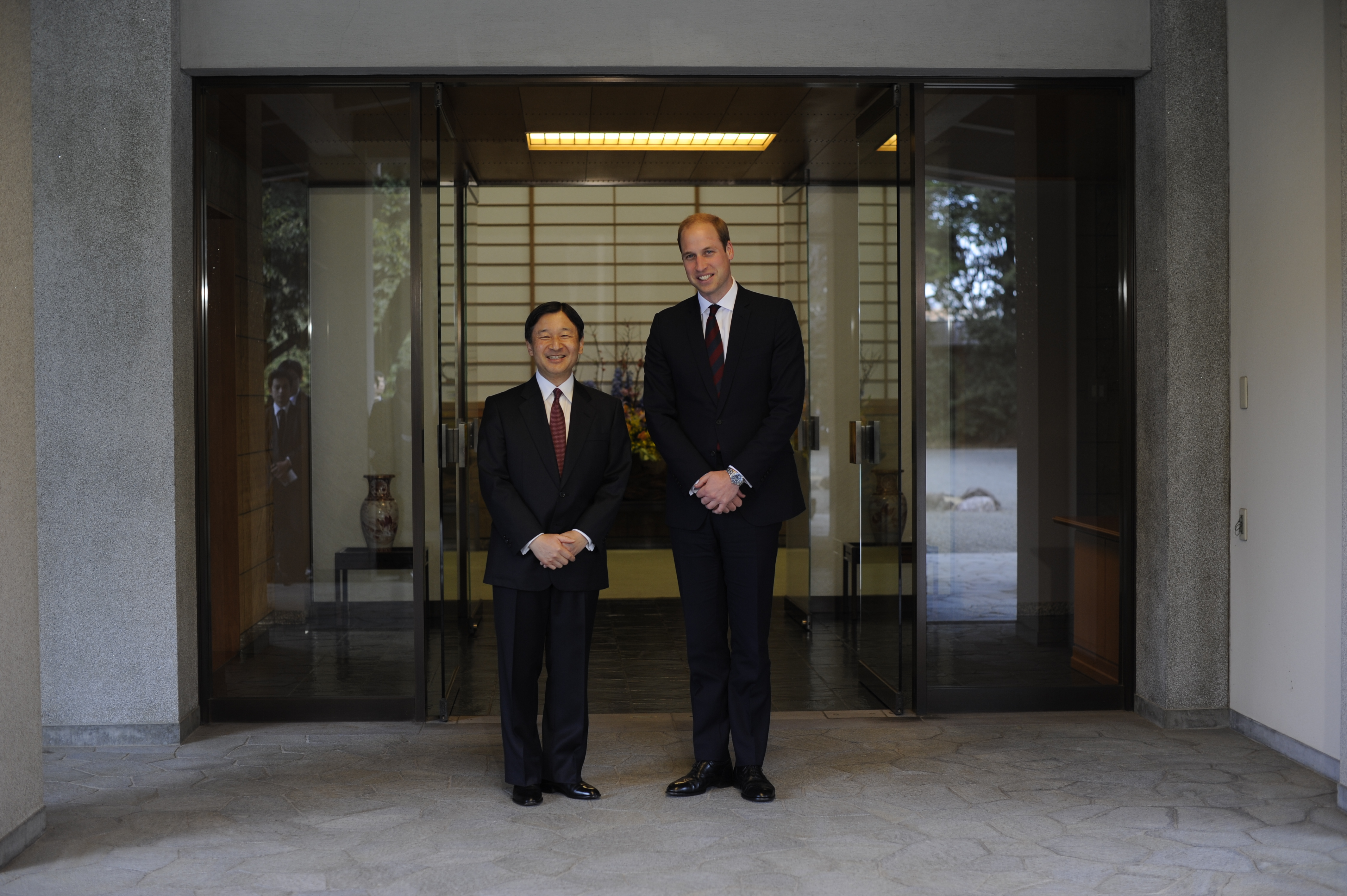
William con il principe ereditario Naruhito in Giappone (27 febbraio 2015)

Nel febbraio 2015, William ha visitato il Giappone, incontrando l'imperatore Akihito e l'imperatrice Michiko al Palazzo Imperiale e visitando i sopravvissuti devastati dal terremoto e maremoto del Tōhoku del 2011. Dall'1 al 4 marzo ha visitato le città cinesi di Pechino, Shanghai e la regione dello Yunnan e ha incontrato il presidente Xi Jinping. È stata la prima visita reale nella Cina continentale in quasi tre decenni.
Nell'aprile 2016, William e sua moglie hanno intrapreso un tour in India e Bhutan. In India, la coppia ha deposto una corona al Martyr's Memorial in onore delle vittime degli Attentati di Mumbai del 26 novembre 2008. In Buthan, la coppia ha incontrato il re Jigme Khesar Namgyel Wangchuck e la regina Jetsun Pema al palazzo Lingkana. Il duca e la duchessa hanno quindi partecipato ad un'escursione per raggiungere il Monastero di Taktsang.
I paesi visitati dalla coppia nel 2017 includono Francia, Polonia, Germania e Belgio. Nel gennaio 2018, la coppia ha visitato la Svezia e la Norvegia. Le visite, richieste dal Ufficio degli esteri, del Commonwealth e dello sviluppo, sono state a beneficio delle relazioni tra Regno Unito ed Europa dopo la Brexit.
William e Catherine hanno visitato il Pakistan nell'ottobre 2019, che è stata la prima visita della famiglia reale nel paese in 13 anni. Nell'ottobre 2020, la coppia ha incontrato Volodymyr Zelens'kyj, il presidente dell'Ucraina, e la First Lady Olena Zelens'ka, a Buckingham Palace, il primo impegno reale tenuto nella residenza dall'inizio della pandemia di COVID-19.
In Cornovaglia, l'11 giugno 2021, William e Catherine hanno partecipato per la prima volta al vertice del G7. Hanno anche partecipato ad un ricevimento, dove William e suo padre hanno discusso delle soluzioni governative e aziendali ai problemi ambientali.
Nel marzo 2022, William e Catherine hanno intrapreso un tour in Belize, Bahamas e Giamaica come parte delle celebrazioni del giubileo di platino della regina. Hanno incontrato critiche da parte di una serie di personalità politiche e della stampa, dati i legami ancestrali della famiglia reale britannica con il colonialismo e la tratta degli schiavi dell'Atlantico. Durante la visita, il primo ministro giamaicano Andrew Holness ha detto alla coppia che il paese intendeva diventare una repubblica. William ha assicurato che la famiglia reale avrebbe accettato la decisione di ciascun paese con "orgoglio e rispetto".

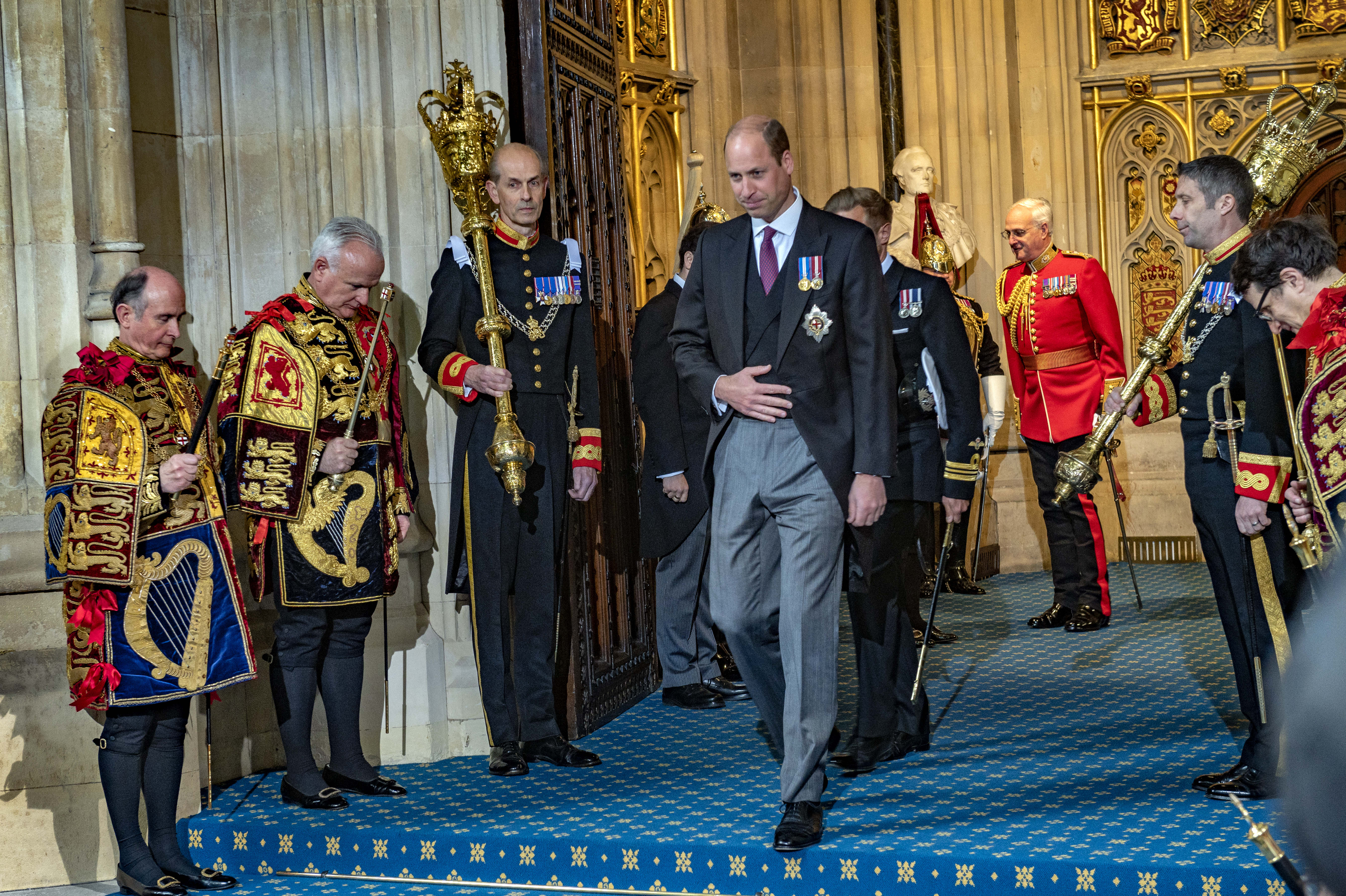
Il principe William lascia il Parlamento dopo il discorso della regina, letto da suo padre (2022)

Nel maggio 2022, William ha partecipato per la prima volta alla Cerimonia di apertura del Parlamento del Regno Unito come consigliere di stato, dove suo padre, il Principe di Galles, ha pronunciato il discorso della regina.

#### Principe del Galles
In seguito alla morte di sua nonna paterna, la regina Elisabetta II, l'8 settembre 2022, suo padre Carlo ascende al trono con il nome di Carlo III del Regno Unito e William diviene l'erede al trono del Regno Unito. Il giorno seguente, in un messaggio alla nazione, il nuovo re nomina il figlio William principe del Galles.
Il 27 settembre 2022, William e Catherine hanno visitato Anglesey e Swansea, recandosi per la prima volta in Galles da quando sono diventati Principe e Principessa del Galles.

## Interessi personali

### Impegno umanitario
William entrò nell'ambito umanitario grazie alla madre Diana, la quale era nota per le sue numerose attività in tale settore e volle sempre con sé i due figli durante le visite alle cliniche di malati di HIV e AIDS che compì in quegli anni. Nel gennaio del 2005, il principe William e suo fratello entrarono volontariamente nella Croce Rossa inglese per assistere con opere di distribuzione le popolazioni indiane colpite dallo tsunami del 2004. Successivamente il principe ha garantito il proprio patronato a molte case e istituti di senzatetto.
Nel settembre 2009, William e Harry hanno istituito The Foundation of Prince William and Prince Harry per consentire ai principi di portare avanti le loro ambizioni di beneficenza. Nel marzo 2011 il duca e la duchessa di Cambridge, attraverso la fondazione, hanno creato una lista nozze solidale: chiunque avesse voluto celebrare il matrimonio reale avrebbe dovuto fare una donazione a una delle 26 organizzazioni a scopo benefico scelte dagli sposi. Nel giugno 2012, la fondazione venne rinominata "The Royal Foundation" per meglio riflettere il contributo dato da Catherine agli intenti caritatevoli della famiglia reale.  Harry ha lasciato l'ente di beneficenza nel giugno 2019.

#### Conservazione dell'ambiente
Il principe dal dicembre 2005 è inoltre patrono del Tusk Trust, un'organizzazione inglese per la protezione della fauna selvatica e per l'educazione al rispetto della stessa in Africa. Successivamente, William ha contribuito a lanciare i Tusk Conservation Awards, che sono stati assegnati ogni anno ad attivisti ambientali selezionati dal 2013. Nel dicembre 2014 ha fondato la United for Wildlife Transport Taskforce, che mira a ridurre il commercio illegale di specie selvatiche in tutto il mondo.
Nello stesso mese ha tenuto un discorso alla Banca Mondiale a Washington D.C., condannando il commercio illegale di animali selvatici.
Dopo due anni di ricerca, William ha lanciato l'Earthshot Prize nell'ottobre 2020, progettato per fornire finanziamenti e incentivi per soluzioni ambientali nel prossimo decennio. Il Premio dovrebbe essere assegnato ogni anno dal 2021 al 2030 a cinque vincitori, secondo cinque categorie che descrivono in dettaglio il ripristino della natura, la pulizia dell'aria, la conservazione degli oceani, la vita senza sprechi e il cambiamento climatico. Il processo di selezione sarà eseguito dal Principe, insieme a un consiglio di giudici provenienti da sei continenti, supervisionato da una giuria di esperti. La prima cerimonia di premiazione si è svolta nel 2021 a Londra. Più tardi quel mese, William assunse il patrocinio di Fauna and Flora International e del British Trust for Ornithology, carica lasciata dalla regina e dal principe Filippo.

### Sport

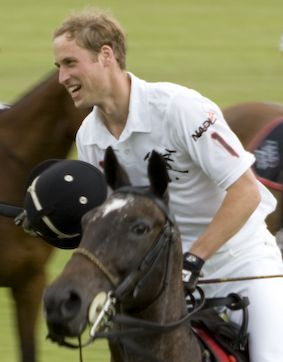
Il principe William durante una partita di polo nel 2007

William, come il padre Carlo ed il nonno paterno Filippo prima di lui, gioca regolarmente a polo; è anche un tifoso di calcio, in particolare dell'Aston Villa.
Dal maggio 2006 è presidente della Football Association; dal febbraio 2007 è anche vice patrono reale della Welsh Rugby Union (WRU), ne è diventato patrono nel dicembre 2016.
Nel maggio del 2007 il principe William è divenuto patrono della English Schools' Swimming Association.
Il principe e il fratello inoltre sono entusiasti motociclisti e lo stesso William ha in dotazione personale una Ducati 1198 S Corse.

## Discendenza
Il principe William e Catherine Middleton hanno avuto tre figli:
- George, il 22 luglio 2013[96];
- Charlotte, il 2 maggio 2015[97];
- Louis, il 23 aprile 2018.

## Titoli, trattamento e stemma

### Titoli e trattamento
- 21 giugno 1982 - 29 aprile 2011: Sua Altezza Reale il principe William del Galles
- 29 aprile 2011 - 8 settembre 2022: Sua Altezza Reale, il Duca di Cambridge[98]
  - in Scozia: Sua Altezza Reale il Conte di Strathearn
  - in Irlanda del Nord: Sua Altezza Reale il Barone Carrickfergus
- 8 settembre 2022 - 9 settembre 2022: Sua Altezza Reale il Duca di Cornovaglia e Cambridge[99]
  - in Scozia: Sua Altezza Reale il Duca di Rothesay
- 9 settembre 2022 - attuale: Sua Altezza Reale, il Principe del Galles
  - in Scozia: Sua Altezza Reale il Duca di Rothesay

Primo nella linea di successione al trono, il titolo e trattamento completo di William è il seguente: "Sua Altezza Reale il principe William Arthur Philip Louis, principe del Galles, duca di Cornovaglia, duca di Rothesay, duca di Cambridge, conte di Strathearn, barone Carrickfergus, Signore delle Isole, cavaliere compagno reale del Nobilissimo Ordine della Giarrettiera, cavaliere extranumero dell'Antichissimo e Nobilissimo Ordine del Cardo, Gran Maestro e Primo e Principale Cavaliere di Gran Croce dell'Onorabilissimo Ordine del Bagno, membro dell'Onorabilissimo Consiglio Privato di S.M., personale aiutante di campo di S.M.".
Altri titoli posseduti dal principe sono conte di Chester nell'Inghilterra, e nella Scozia, conte di Carrick, barone di Renfrew, Grande intendente di Scozia, e signore delle Isole.
Come tutti i reali britannici, William non fa ufficialmente uso di un cognome: in momenti formali o cerimonie i figli dei Principi di Galles, come i figli dei duchi di sangue reale, si fregiano del titolo di principe o principessa seguito dal loro nome di battesimo e il feudo su cui si appoggia il titolo paterno. Così il principe William aveva il trattamento di "il Principe William del Galles" e la principessa Beatrice e la principessa Eugenia usano di York, per via del loro padre, il Duca di York. Tali cognomi decadono quando le donne si sposano e quando gli uomini ricevono un titolo nobiliare proprio.
Per i nipoti in linea maschile di Elisabetta II, però, esiste qualche incertezza sulla corretta forma di cognome di famiglia da usare, o se vi è anche un cognome. La regina ha sancito che tutti i suoi discendenti in linea maschile che non dispongono della dignità di principi devono utilizzare Mountbatten-Windsor come loro cognome familiare, anche se esistono Lettere Patenti che prevedono solo Windsor. Per la loro carriera militare William e suo fratello Henry hanno utilizzato il cognome Wales, cioè "Galles".
In occasione delle sue nozze nel 2011, come da tradizione è stato creato duca. Tra i titoli suggeriti come più accreditati ci furono Duca di Clarence, Duca di Albany, Duca di Cambridge, o Duca di Sussex, e fu ventilata anche l'ipotesi di riesumare il titolo di duca di Windsor, portato solamente dal prozio Edoardo. Quelli di Kendal, Strathearn o Avondale sono stati ventilati come titoli minori o comunque subordinati rispetto a quello principale. Tuttavia, ci sono state anche voci che suggerivano che il principe William avesse chiesto alla regina di non crearlo duca. La mattina delle nozze la regina Elisabetta ha nominato il nipote duca di Cambridge, conte di Strathearn e barone Carrickfergus.
Quando il padre è salito al trono l'8 settembre 2022, William, in quanto primogenito ed erede apparente, gli è automaticamente subentrato per quanto riguarda i titoli di duca di Cornovaglia e duca di Rothesay, accompagnati d'altri titoli. Il 9 settembre 2022, in occasione del suo primo discorso pubblico, suo padre, in qualità di nuovo re, lo ha creato Principe di Galles e conte di Chester.

### Stemma e stendardi
In occasione del suo diciottesimo compleanno, è stato garantito al principe William uno stemma personale, consistente nello Stemma reale del Regno Unito con un lambello per differenziarlo. La blasonatura è la seguente: «Inquartato, nel primo e quarto di rosso a tre leopardi d'oro posti in palo (per l'Inghilterra); nel secondo d'oro al leone rampante con una doppia orlatura fiorita e contrafiorita di gigli, il tutto di rosso (per la Scozia), nel terzo d'azzurro, all'arpa d'oro cordata d'argento (per l'Irlanda)». Sopra lo stemma vi è la corona prevista per i figli dell'erede al trono, formata da due fioroni (solo due visibili), quattro gigli (solo due visibili) e due croci patenti (solo una visibile); dal 2008 lo scudo è circondato dall'emblema dell'Ordine della giarrettiera.  Come differenziazione rispetto agli stemmi dei congiunti, William ha un lambello a tre pendenti d'argento (in quanto primogenito dell'erede al trono), il centrale dei quali caricato di una conchiglia di San Giacomo rossa. Questo in riferimento allo stemma dei conti Spencer, famiglia materna di William, che reca nello stemma tre conchiglie d'argento, il lambello compare anche a brisura dei sostegni e del cimiero ripresi dalo stemma reale.

Stemma personale del principe William (2000-2008).
Stemma personale del principe William (2008-2011).
Stemma personale di William, duca di Cambridge (2011-2022).
Stendardo personale del principe William (2000-2022).
Stendardo di William, duca di Cambridge (usato in Canada, 2011-2022).
Stemma personale di William, conte di Strathearn (usato in Scozia, 2011-2022).
Stendardo di William, conte di Strathearn (usato in Scozia, 2011-2022).
Monogramma combinato di William e Catherine.
Stemmi combinati di William e Catherine, duca e duchessa di Cambridge (2011-2022).

#### Dopo l'ascesa al trono di Carlo III
Dopo l'ascesa al trono di suo padre come re Carlo III (in data 8 settembre 2022),  il principe William è automaticamente diventato erede legittimo al trono e duca di Cornovaglia; lo stemma avrebbe dovuto subire le modifiche secondo le regole previste per il primogenito del re, ovvero la rimozione della conchiglia dal lambello e la sostituzione della corona con quella prevista per l'erede legittimo al trono; tale stemma, tuttavia, non è mai stato utilizzato in quanto la nomina a principe di Galles  è avvenuta il giorno seguente; il principe William, dunque, dovrebbe ereditare gli stemmi in precedenza ad appannaggio del padre, ovvero quello del principe di Galles (che si differenzia, fra l'altro, per uno scudetto in pretensione con lo stemma araldico del Galles timbrato dall'apposita corona) e del duca di Rothesay (per l'uso in Scozia) con relativi stendardi, oltre a versioni speciali dello stemma per ogni dominio del Commonwealth; il College of Arms, tuttavia, non ha ancora emesso alcuna comunicazione sull'assegnazione, su mandato reale,  a William di una versione dello stemma con gli elementi del suo attuale titolo. Alcune le linee guida per le modifiche degli stemmi dei figli di re Carlo III (allora principe di Galles) sono state espresse nel 2002.

Stemma del Duca di Cornovaglia (8 settembre 2022).
Stemma del Principe di Galles (dal 9 settembre 2022).
Stendardo del Principe di Galles.
Stendardo del Principe di Galles (usato in Galles).
Stendardo del Principe di Galles (usato in Canada).
Stemma del Duca di Rothesay (usato in Scozia).
Stendardo del Duca di Rothesay (usato in Scozia).
Stendardo del Duca di Cornovaglia.

## Ascendenza
|                                     |                                   |                                   | Genitori                                               |  |  | Nonni |  |  | Bisnonni                     |  |  | Trisnonni           |  |
|                                     |                                   |                                   |                                                        |  |  |       |  |  | Andrea di Grecia e Danimarca |  |  | Giorgio I di Grecia |  |
|                                     |                                   |                                   |                                                        |  |  |       |  |  | Andrea di Grecia e Danimarca |  |  | Giorgio I di Grecia |  |
|                                     |                                   | Olga Konstantinovna di Russia     |                                                        |  |  |       |  |  | Andrea di Grecia e Danimarca |  |  |                     |  |
| Principe Filippo, duca di Edimburgo |                                   |                                   |                                                        |  |  |       |  |  | Andrea di Grecia e Danimarca |  |  |                     |  |
|                                     |                                   | Alice di Battenberg               | Luigi di Battenberg                                    |  |  |       |  |  |                              |  |  |                     |  |
|                                     |                                   | Alice di Battenberg               | Luigi di Battenberg                                    |  |  |       |  |  |                              |  |  |                     |  |
|                                     |                                   | Alice di Battenberg               | Vittoria d'Assia-Darmstadt                             |  |  |       |  |  |                              |  |  |                     |  |
| Carlo III del Regno Unito           |                                   | Alice di Battenberg               |                                                        |  |  |       |  |  |                              |  |  |                     |  |
|                                     |                                   | Giorgio VI del Regno Unito        | Giorgio V del Regno Unito                              |  |  |       |  |  |                              |  |  |                     |  |
|                                     |                                   | Giorgio VI del Regno Unito        | Giorgio V del Regno Unito                              |  |  |       |  |  |                              |  |  |                     |  |
|                                     |                                   | Giorgio VI del Regno Unito        | Maria di Teck                                          |  |  |       |  |  |                              |  |  |                     |  |
| Elisabetta II del Regno Unito       |                                   | Giorgio VI del Regno Unito        |                                                        |  |  |       |  |  |                              |  |  |                     |  |
|                                     |                                   | Elizabeth Bowes-Lyon              | Claude Bowes-Lyon, XIV conte di Strathmore e Kinghorne |  |  |       |  |  |                              |  |  |                     |  |
|                                     |                                   | Elizabeth Bowes-Lyon              | Claude Bowes-Lyon, XIV conte di Strathmore e Kinghorne |  |  |       |  |  |                              |  |  |                     |  |
|                                     |                                   | Elizabeth Bowes-Lyon              | Lady Cecilia Cavendish-Bentinck                        |  |  |       |  |  |                              |  |  |                     |  |
| William, principe di Galles         |                                   | Elizabeth Bowes-Lyon              |                                                        |  |  |       |  |  |                              |  |  |                     |  |
|                                     | Albert Spencer, VII conte Spencer | Charles Spencer, VI conte Spencer |                                                        |  |  |       |  |  |                              |  |  |                     |  |
|                                     | Albert Spencer, VII conte Spencer | Charles Spencer, VI conte Spencer |                                                        |  |  |       |  |  |                              |  |  |                     |  |
|                                     | Albert Spencer, VII conte Spencer | Lady Margaret Baring              |                                                        |  |  |       |  |  |                              |  |  |                     |  |
| Edward Spencer, VIII conte Spencer  | Albert Spencer, VII conte Spencer |                                   |                                                        |  |  |       |  |  |                              |  |  |                     |  |
|                                     |                                   | Lady Cynthia Hamilton             | James Hamilton, III duca di Abercorn                   |  |  |       |  |  |                              |  |  |                     |  |
|                                     |                                   | Lady Cynthia Hamilton             | James Hamilton, III duca di Abercorn                   |  |  |       |  |  |                              |  |  |                     |  |
|                                     |                                   | Lady Cynthia Hamilton             | Lady Rosalind Cecilia Caroline Bingham                 |  |  |       |  |  |                              |  |  |                     |  |
| Lady Diana Spencer                  |                                   | Lady Cynthia Hamilton             |                                                        |  |  |       |  |  |                              |  |  |                     |  |
|                                     |                                   | Maurice Roche, IV barone Fermoy   | James Burke Roche, III barone Fermoy                   |  |  |       |  |  |                              |  |  |                     |  |
|                                     |                                   | Maurice Roche, IV barone Fermoy   | James Burke Roche, III barone Fermoy                   |  |  |       |  |  |                              |  |  |                     |  |
|                                     |                                   | Maurice Roche, IV barone Fermoy   | Frances Ellen Work                                     |  |  |       |  |  |                              |  |  |                     |  |
| Hon. Frances Ruth Roche             |                                   | Maurice Roche, IV barone Fermoy   |                                                        |  |  |       |  |  |                              |  |  |                     |  |
|                                     |                                   | Ruth Sylvia Gill                  | William Smith Gill                                     |  |  |       |  |  |                              |  |  |                     |  |
|                                     |                                   | Ruth Sylvia Gill                  | William Smith Gill                                     |  |  |       |  |  |                              |  |  |                     |  |
|                                     |                                   | Ruth Sylvia Gill                  | Ruth Littlejohn                                        |  |  |       |  |  |                              |  |  |                     |  |
|                                     |                                   | Ruth Sylvia Gill                  |                                                        |  |  |       |  |  |                              |  |  |                     |  |

Attraverso il nonno paterno, William discende da monarchi inglesi come Enrico IV d'Inghilterra e Giacomo II d'Inghilterra. Alla sua ascesa a monarca, William sarebbe il primo re dal tempo di Anna di Gran Bretagna a discendere sia da Carlo I d'Inghilterra sia da Carlo II d'Inghilterra dal momento che sua madre era discendente di due figli illegittimi di Carlo II, Henry FitzRoy, I duca di Grafton e Charles Lennox, I duca di Richmond. Per parte della famiglia della madre, gli Spencer, William discende da famiglie irlandesi, scozzesi e statunitensi (è imparentato con molti presidenti statunitensi e primi ministri britannici). È cugino di terzo grado dell'attore Oliver Platt, per via della trisavola Frances Work.

### Onorificenze britanniche

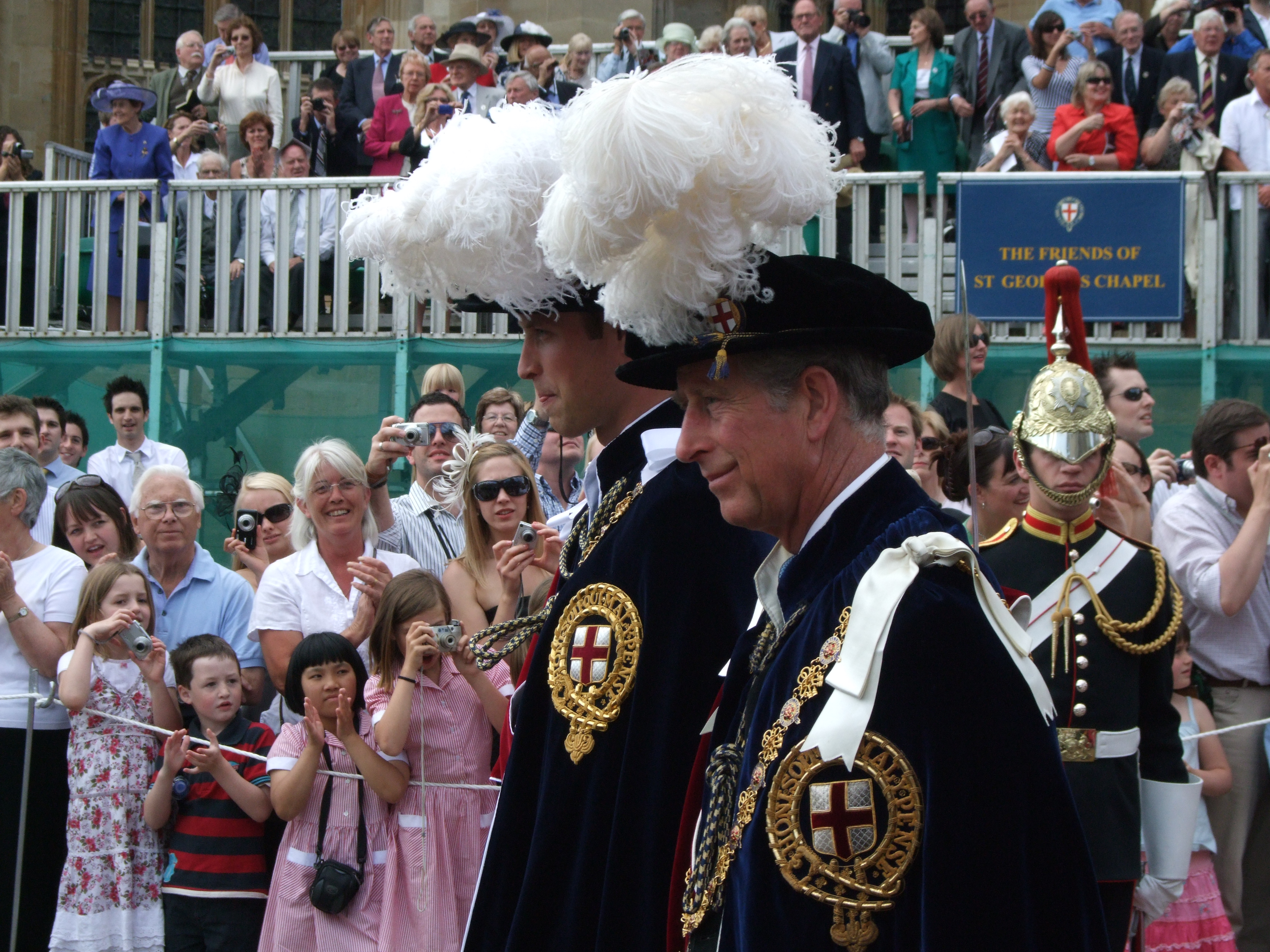
Il principe William e il padre Carlo alla cerimonia d'investitura del giovane principe a cavaliere dell'Ordine della Giarrettiera (2008).

### Ascendenza patrilineare

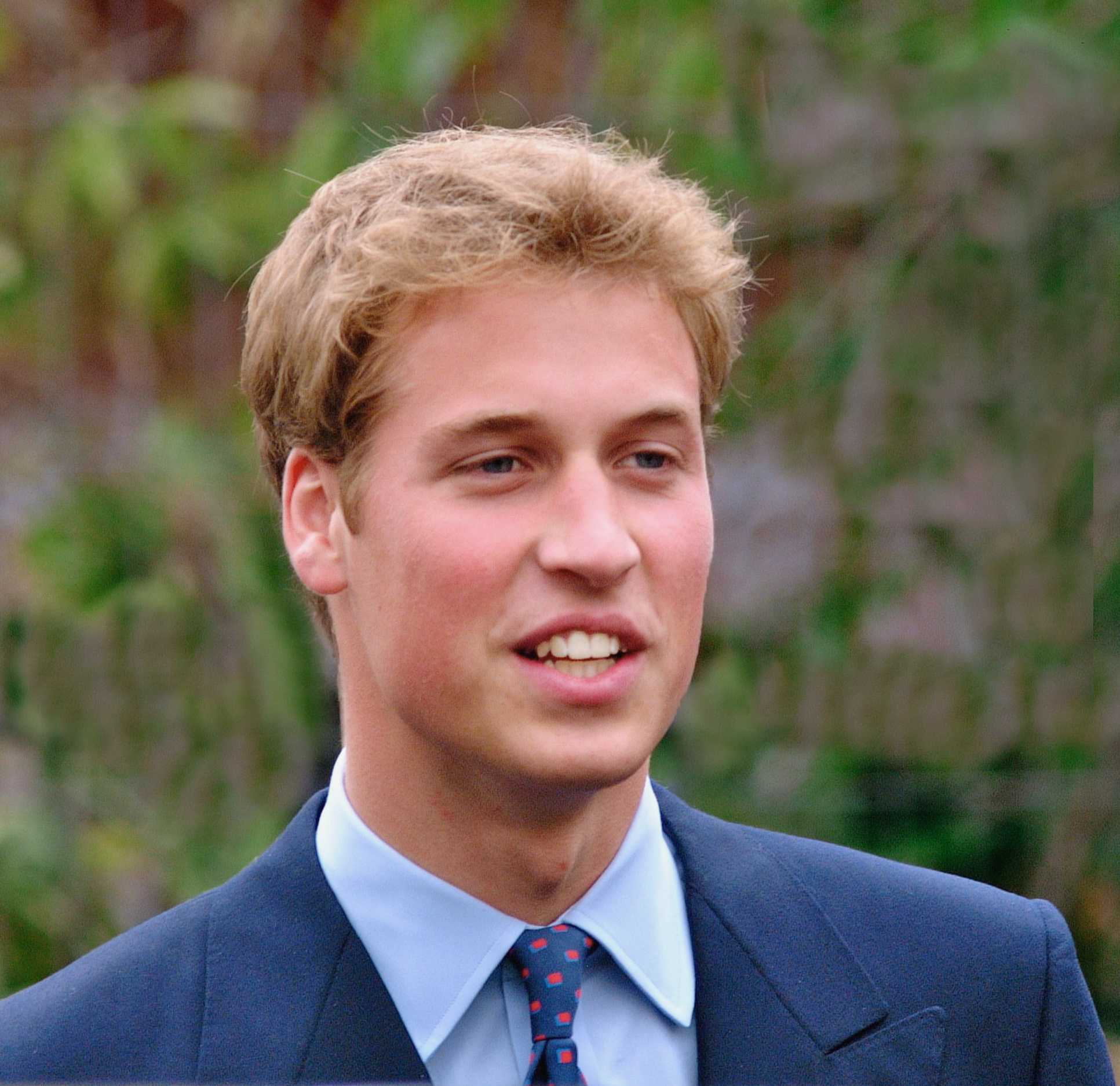
Il principe William negli anni 2000

1. Elimar I, conte di Oldenburg, *1040 †1112
2. Elimar II, conte di Oldenburg, *1070 †1142
3. Cristiano I, conte di Oldenburg, *1123 †1167
4. Maurizio I, conte di Oldenburg, *1150 †1209
5. Cristiano II, conte di Oldenburg, *1175 †1233
6. Giovanni I, conte di Oldenburg, *1204 †1270
7. Cristiano III, conte di Oldenburg,*1231 †1285
8. Giovanni II, conte di Oldenburg, *1270 †1316
9. Corrado I, conte di Oldenburg, *1302 †1347
10. Cristiano V, conte di Oldenburg, *1342 †1399
11. Dietrich, conte di Oldenburg, *1390 †1440
12. Cristiano I, re di Danimarca, Norvegia e Svezia, *1426 †1481
13. Federico I, re di Danimarca e Norvegia, *1471 †1533
14. Cristiano III, re di Danimarca e Norvegia, *1503 †1559
15. Giovanni, duca di Schleswig-Holstein-Sonderburg, *1545 †1622
16. Alessandro, duca di Schleswig-Holstein-Sonderburg, *1573 †1627
17. Augusto Filippo, duca di Schleswig-Holstein-Sonderburg-Beck, *1612 †1675
18. Federico Luigi, duca di Schleswig-Holstein-Sonderburg-Beck, *1653 †1728
19. Pietro Augusto, duca di Schleswig-Holstein-Sonderburg-Beck, *1697 †1775
20. Carlo Antonio Augusto, duca di Schleswig-Holstein-Sonderburg-Beck, *1727 †1759
21. Federico Carlo Ludovico, duca di Schleswig-Holstein-Sonderburg-Beck, *1757 †1816
22. Federico Guglielmo, duca di Schleswig-Holstein-Sonderburg-Glücksburg, *1785 †1831
23. Cristiano IX, re di Danimarca, *1818 †1906
24. Giorgio I, re di Grecia, *1845 †1913
25. Andrea, principe di Grecia e Danimarca, *1882 †1944
26. Filippo, principe consorte del Regno Unito e duca di Edimburgo, *1921 †2021
27. Carlo III, re del Regno Unito di Gran Bretagna e Irlanda del Nord, *1948
28. William, principe di Galles, *1982

## Filmografia
- Carlo e Diana - Scandalo a corte (1992), interpretato da Thomas Szekeres
- Yankee Zulu (1993), interpretato da Skye Svorinic
- Diana: A Tribute to the People's Princess (1998), interpretato da Freddie Sayers
- Prince William (2002), interpretato da Jordan Frieda
- Double Take (2003), interpretato da Matthew Wolf
- Una ragazza e il suo sogno (2003), interpretato da Matthew Turpin
- Gung (2006)
- The Queen - La regina (2006), interpretato da Jake Taylor Shantos
- Diana: Last Days of a Princess (2007), interpretato da Jake Taylor Shantos
- Lady Godiva (2008), interpretato da Matthew Turpin
- Headcases (2007), interpretato da Jon Culshaw
- Double Take (2009), interpretato da Gus Murray
- William & Kate - Una favola moderna (2011), interpretato da Nico Evers-Swindell
- William & Kate - Un amore da favola (2011), interpretato da Dan Amboyer
- Eretz Nehederet (2011), interpretato da Eyal Kitzis
- Will & Kate: Before Happily Ever After (2011), interpretato da Oliver Jackson-Cohen